# Децен-1
Децен-1 — непредельный углеводород линейного строения, относящийся к классу непредельных углеводородов — алкенов. Это типичный представитель данного класса, имеющий десять атомов углерода, а также двадцать атомов водорода.

## Физические характеристики
Бесцветная жидкость не растворимая в воде. Растворима в этаноле и диэтиловом эфире.

## Применение
Применяется для производства полимеризованного децена, который используется для производства моторных масел и пищевой добавки E907.

## Получение
В основном данный углеводород получают путём термического крекинга. Исходным веществом получения выступает эйкозан (C20H42).
Общий вид реакции : C20H42 --(t, Pt)--> C10H22 (декан) + C10H20 (децен).